# باخ ناکا
باگ نک (اردو: باگه نکه) (مراتی: वाघनख / वाघनख्या) نام یک سلاح دستی و سرد باستانی است که در هند تولید و استفاده می‌شده است. جنس این سلاح اغلب از درخت خنخل بوده است با چهار تیغ یا خار بسیار بزرگ و تیز برای پاره کردن گلو و ماهیچه‌های مختلف بدن استفاده می‌شده است. این سلاح باستانی در جنگ‌های قبیله‌ای استفاده می‌شده است که برای کشتن طرف مقابل خارهای آن را آغشته به سم می‌کرده‌اند.